# 海圖基準面
海图基准面（Chart Datum，亦称海图基准、海图深度基准面、潮高基准面），是海图中定义深度为零的深度基准。海图中所有有关深度的数值，如等深线、干出高度，均为相对于海图基准面的深度差。如海图中某处海面标识数字19（m），即表示数字所标识处的海洋深度为海图基准面以下的19（米）。通常，海图基准面也是潮汐表的潮高起算面。
香港有 15 個正在運作的潮汐測量儀，分別由香港政府、天文台、海事處海道測量部、機場管理局及 渠務署管理。
潮汐資料通常記錄在海圖基準面 (CD) 中，低於 0.146 m 主水平基準面（PD）。
兩個數據之間的關係可以表示為:
mCD = mPD + 0.146 m    (是否應為 mCD = mPD - 0.146 m ? DSD 資料錯?求證!!!)
mCD : 為 metre above Chart Datum, 及
mPD : 為 metre above Principal Datum